# Herrarnas lagtävling i florett vid olympiska sommarspelen 2012

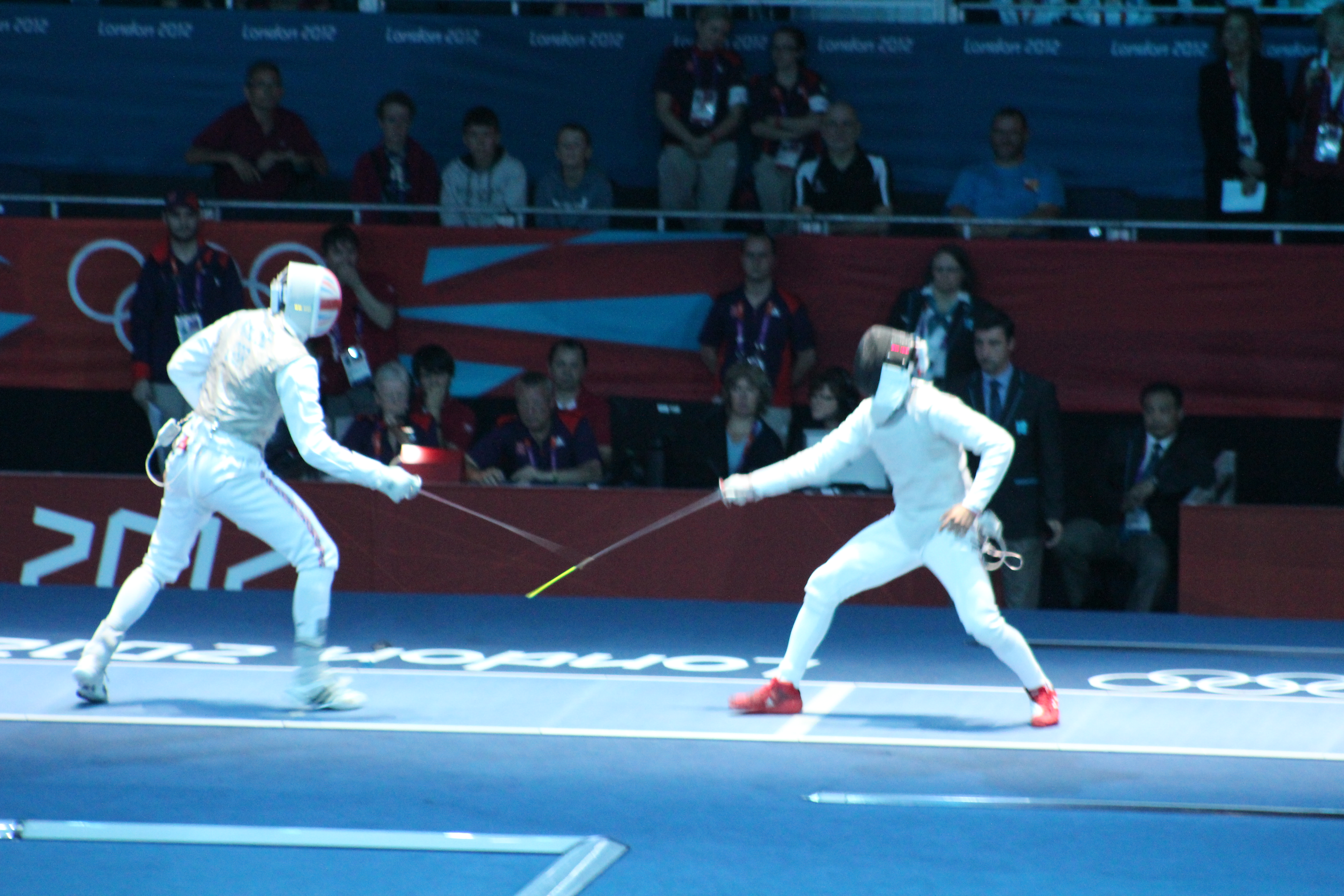

Herrarnas lagtävling i florett i de olympiska fäktningstävlingarna 2012 avgjordes den 5 augusti 2012.

## Medaljörer
| Event                        | Guld                                                                   | Silver                                             | Brons                                                                      |
| Lagtävling i florett, herrar | Italien Valerio Aspromonte Giorgio Avola Andrea Baldini Andrea Cassarà | Japan Suguru Awaji Kenta Chida Ryo Miyake Yuki Ota | Tyskland Peter Joppich Sebastian Bachmann Benjamin Kleibrink André Weißels |

## Tävlingsformat
Alla 10 tävlingsklasserna följer samma program.
I de individuella tävlingarna, herrarnas och damernas florett, herrarnas sabel och damernas värja börjar med 32-delsfinaler, men eftersom inga av turneringarna har 64 deltagare är en del av dem seedade till sextondelsfinalerna. Herrarnas värja och damernas sabel börjar direkt med sextondelsfinaler, där max två tävlande får seedas direkt till åttondelsfinalerna. Lottningen avgörs på befintliga FIE-rankingar.
Samtliga lagklasserna kommer att ha åtta lag, förutom klasserna vilka Storbritannien väljer att delta i - som värdland. Lottningen avgörs på befintliga FIE-rankingar.
Individuella fäktare och lag avancerar vidare mot finalerna där vinnarna i semifinalerna gör upp om gulden.
Om det blir oavgjort i antingen individuella eller lagtävlingarna, fäktas idrottarna i ytterligare en minut. De som först får till en träff är vinnaren.

## Tävlingsschema
Alla tider är brittisk tid (UTC+1)
| Datum          | Tid   | Omgång                  |
| -------------- | ----- | ----------------------- |
| 5 augusti 2012 | 09:00 | Kval till och med final |

## Resultat

### Slutspelsträd
|  | Omgång 1 | Omgång 1       | Omgång 1 |  |  | Kvartsfinal | Kvartsfinal    | Kvartsfinal |    |   | Semifinal | Semifinal | Semifinal |              |              | Final        | Final | Final |
|  |          |                |          |  |  |             |                |             |    |   |           |           |           |              |              |              |       |       |
|  |          |                |          |  |  |             |                |             |    |   |           |           |           |              |              |              |       |       |
|  |          |                |          |  |  | 1           | Italien        | 45          |    |   |           |           |           |              |              |              |       |       |
|  | 9        | Storbritannien | 45       |  |  | 9           | Storbritannien | 40          |    |   |           |           |           |              |              |              |       |       |
|  | 8        | Egypten        | 33       |  |  |             |                |             |    | 1 | Italien   | 45        |           |              |              |              |       |       |
|  |          |                |          |  |  |             | 5              | USA         | 24 |   |           |           |           |              |              |              |       |       |
|  |          |                |          |  |  | 5           | USA            | 45          |    |   |           |           |           |              |              |              |       |       |
|  |          |                |          |  |  | 4           | Frankrike      | 39          |    |   |           |           |           |              |              |              |       |       |
|  |          |                |          |  |  |             |                |             |    |   | 1         | Italien   | 45        |              |              |              |       |       |
|  |          |                |          |  |  |             | 7              | Japan       | 39 |   |           |           |           |              |              |              |       |       |
|  |          |                |          |  |  | 3           | Tyskland       | 44          |    |   |           |           |           |              |              |              |       |       |
|  |          |                |          |  |  | 6           | Ryssland       | 40          |    |   |           |           |           |              |              |              |       |       |
|  |          |                |          |  |  |             |                |             |    | 3 | Tyskland  | 40        |           | Tredje plats | Tredje plats | Tredje plats |       |       |
|  |          |                |          |  |  |             | 7              | Japan       | 41 |   |           |           |           |              |              |              |       |       |
|  |          |                |          |  |  | 7           | Japan          | 45          |    |   |           |           |           |              | 5            | USA          | 27    |       |
|  |          |                |          |  |  | 2           | Kina           | 30          |    | 3 | Tyskland  | 45        |           |              |              |              |       |       |
|  |          |                |          |  |  |             |                |             |    |   |           |           |           |              |              |              |       |       |

### Placeringarna 5–8
|  | Plats 5–8 |                |           |  |   |           |                |           |
|  | 9         | Storbritannien | 45        |  |   |           |                |           |
|  | 4         | Frankrike      | 29        |  |   | Plats 5–6 | Plats 5–6      | Plats 5–6 |
|  |           |                |           |  |   | 9         | Storbritannien | 35        |
|  | Plats 5–8 | Plats 5–8      | Plats 5–8 |  | 6 | Ryssland  | 45             |           |
|  | 6         | Ryssland       | 45        |  |   |           |                |           |
|  | 2         | Kina           | 40        |  |   | Plats 7–8 | Plats 7–8      | Plats 7–8 |
|  |           |                |           |  |   | 4         | Frankrike      | 33        |
|  |           |                |           |  |   | 2         | Kina           | 45        |

## Slutliga placeringar
| Placering | Lag            | Fäktare                                                                |
| --------- | -------------- | ---------------------------------------------------------------------- |
| 1         | Italien        | Valerio Aspromonte Andrea Baldini Andrea Cassarà Giorgio Avola         |
| 2         | Japan          | Kenta Chida Ryo Miyake Yuki Ota Suguru Awaji                           |
| 3         | Tyskland       | Sebastian Bachmann Peter Joppich Benjamin Kleibrink André Weßels       |
| 4         | USA            | Miles Chamley-Watson Race Imboden Alexander Massialas Gerek Meinhardt  |
| 5         | Ryssland       | Artur Achmatchuzin Alexej Tjeremisinov Renal Ganejev Alexej Chovanskij |
| 6         | Storbritannien | James-Andrew Davis Richard Kruse Husayn Rosowsky Laurence Halsted      |
| 7         | Kina           | Lei Sheng Ma Jianfei Zhu Jun Zhang Liangliang                          |
| 8         | Frankrike      | Erwann Le Péchoux Enzo Lefort Victor Sintès Marcel Marcilloux          |
| 9         | Egypten        | Alaaeldin Abouelkassem Tarek Ayad Sherif Farrag                        |